# Menorà

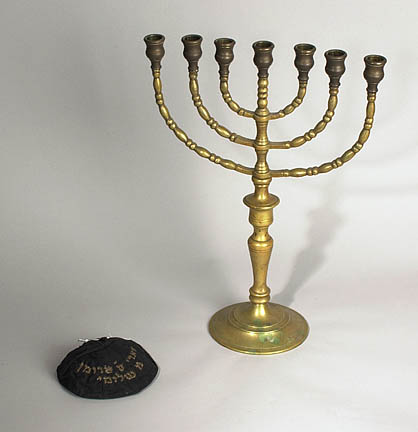
Quipà i menorà de la col·lecció de Harry S. Truman.

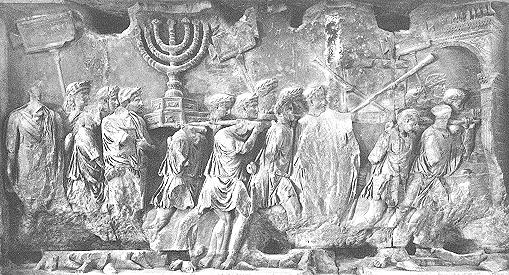
Imatge de la Menorà a l'Arc de Titus.

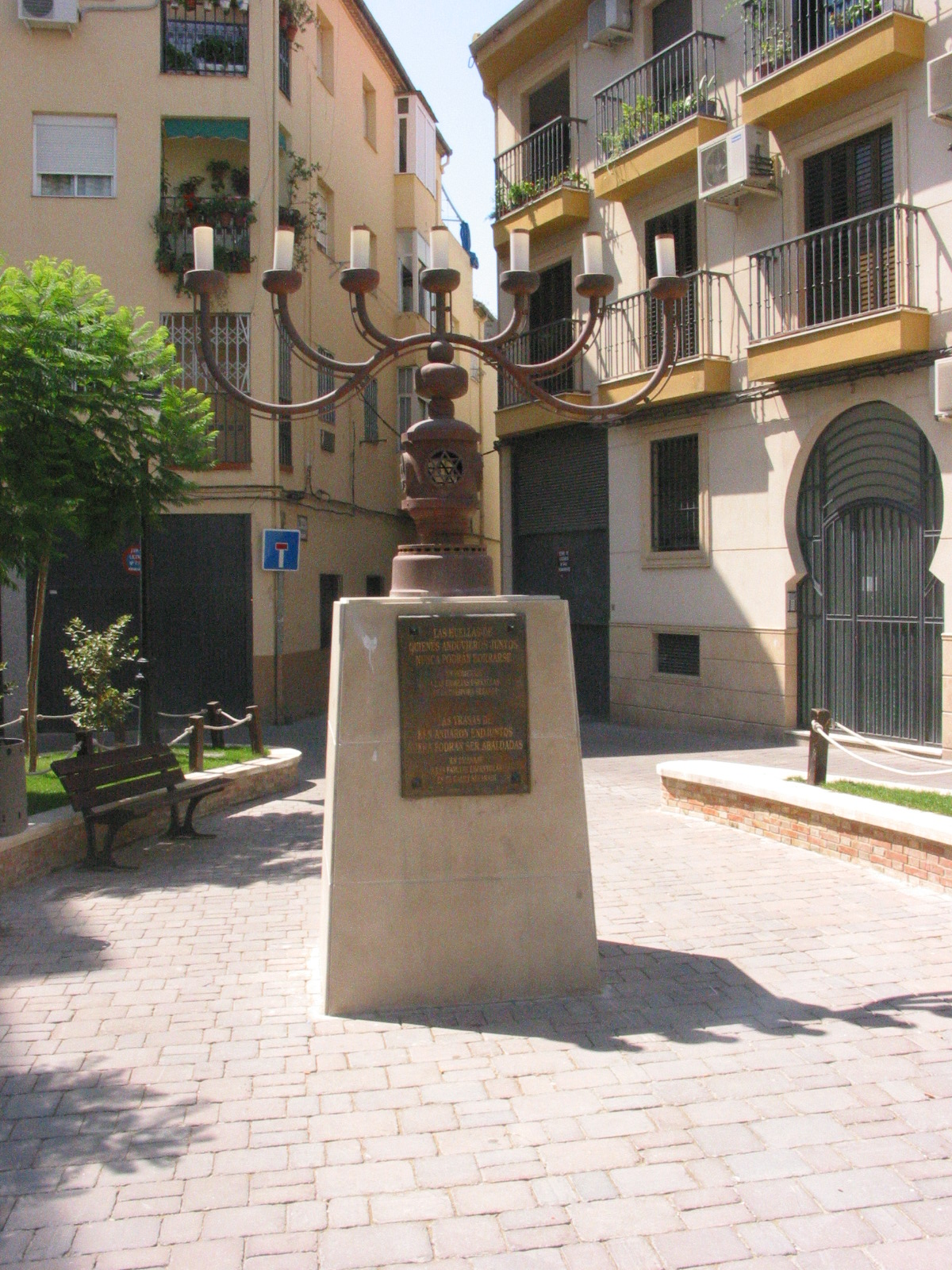
Menorá de la Plaça dels Orfes de Jaén, en homenatge a les famílies de la diàspora sefardita.

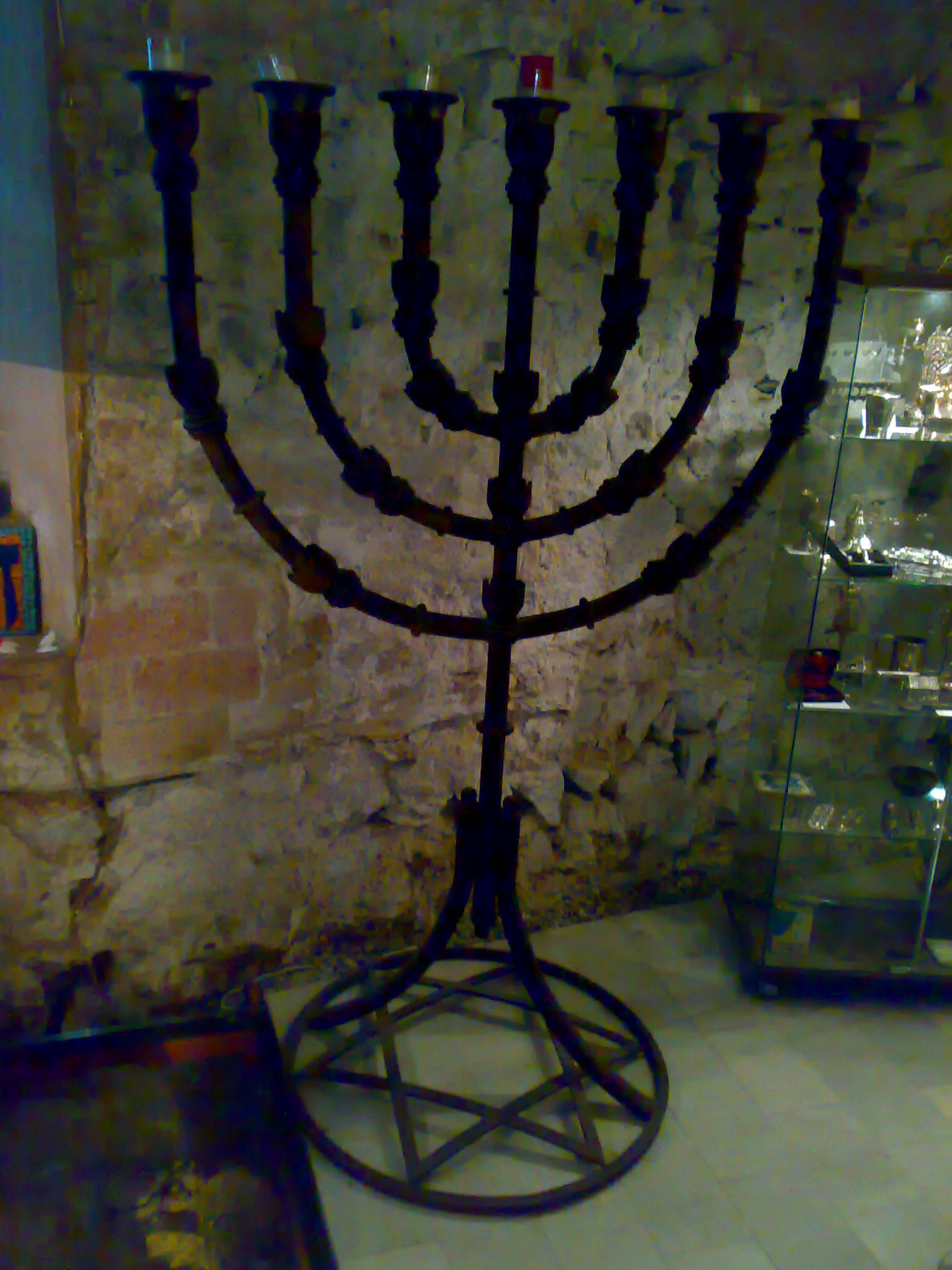
Menorà a la sinagoga Shlomo Ben Adret del call de Barcelona.

La Menorà (en hebreu: מנורה) és un canelobre o llum d'oli de set braços, un dels elements rituals del judaisme i així mateix un dels seus símbols més antics; representaria els arbustos en flames que va "veure" Moisès al Mont Sinaí (llibre de l'Èxode, 25).
Segons la Bíblia, el va manar construir Jahvè, ensems amb l'Arca de l'Aliança. Totes dues eren dipositades al sancta sanctorum del temple de Jerusalem. Simbòlicament cada un d'aquests set braços correspon a cada un dels set dies de la Creació, i volia representar l'esbarzer ardent que va veure Moisès al Sinaí.
És un dels símbols més estesos del judaisme, i és usada per l'estat d'Israel com a símbol oficial, per exemple en el seu escut d'armes.
La Menorà va desaparèixer durant el saqueig del Temple per Titus, l'any 70, i se la pot veure a l'arc de Titus, a Roma, entre els trofeus obtinguts. A partir d'aquest moment el seu fat és incert: l'any 455 els vàndals van saquejar Roma i s'endugueren els tresors del Temple, tot i que es desconeix si la Menorà encara es trobava entre ells. El 533 foren recuperats per Belisari i duts a Constantinoble. Segons l'historiador Procopi, Justinià (527-565) va enviar-los de retorn a Jerusalem, però en aquest punt la pista del tresor es perd.
De vegades es confon amb la Hanukkiyyà, un canelobre de nou braços usat en la hanukkà que és erròniament anomenat menorà.
Segons la història, es trobava al Tabernacle, i després al temple de Salomó.
Coneixem la seva aparença entre altres coses perquè després que els romans van ocupar el temple i van destruir Jerusalem, es van emportar el canelobre a Roma.
Es pot apreciar en els baixos relleus de l'Arc de Titus de l'emperador Tit Flavi Sabí Vespasià.

## Ús antic
Una menorà (o Menor o menorah) procedent d'una peça d'or era utilitzada en el Tabernacle, el santuari portàtil usat pels jueus (Ex 25,31-40; 37,17-24) i més endavant en el seu successor, el Temple de Jerusalem. Llums encesos amb oli d'oliva eren col·locades al final de cada braç. Des de la destrucció del Temple, la menorà de set braços no ha tingut un rol formal en els serveis jueus. Per recordar la santedat del Temple, algunes autoritats van oblidar la fabricació de la menorà tal com la que allí s'usava.
La veritat és que el canelobre amb els seus set braços representen:
- 1 - L'Esperit del Senyor (el braç que es troba al centre),
- 2 i 3 - Esperit de Saviesa i d'Intel·ligència (Als braços que es troben a cada costat del qual és al centre respectivament),
- 4 i 5 - Esperit de Consell i Poder (Als que s'ubiquen al centre de cada costat respectivament),
- 6 i 7 - Esperit de Coneixement i de Temor a Jahvè (els que es troben a cada extrem del canelobre respectivament) (Isaïes 11:2)

## Hanukkiyyà
La menorà de nou braços és un símbol estretament associat amb la festa jueva de la Hanukkà.
Després de la recuperació del Temple de Jerusalem, només hi havia oli per alimentar la flama eterna durant un dia. Miraculosament, l'oli va cremar durant vuit dies, el que va ser suficient per obtenir més.
Els quatre braços a cada costat hi són per representar els vuit dies de celebració del miracle de l'oli, mentre que el del mig, anomenat xamaix, s'usa per encendre els altres.
Encara que aquest tipus de canelobre és anomenat Hanukkiyyà, la "menorà de Hanukkà" es diu sovint i erròniament menorà.

## Origen
A la Torà es pot llegir que Déu va revelar el disseny de la menorà a Moisès.
Una planta que creix a Israel anomenada Morià (Salvia palaestina) típicament té set branques i s'assembla a una menorà, portant a la teoria que va servir d'inspiració al seu disseny. Segons alguns escrits, Maimònides sosté que la menorà al temple tenia braços rectes, no corbats com sol pintar. Les representacions jueves de la menorà que daten de l'època en què el temple estava construït, juntament amb el dibuix a l'Arc de Titus mostrant als Romans prendre la menorà per portar-la a Roma després de la destrucció del temple contradiuen aquesta afirmació. Igualment es troba la resposta a això (Likkutei Sichos vol. 21) on s'explica que l'arc de Titus, va ser il·lustrat per un gentil sense conèixer exactament la forma, i per això mateix es troben altres diferències. 1) Té la forma d'un drac tallat, quan segons la llei jueva és idolatria i, per tant, no era possible trobar aquesta figura al temple sagrat a Jerusalem. 2) La base de la menorà no té les 3 potes que estan clarament escrites en la ra, que havia de tenir la menorà.

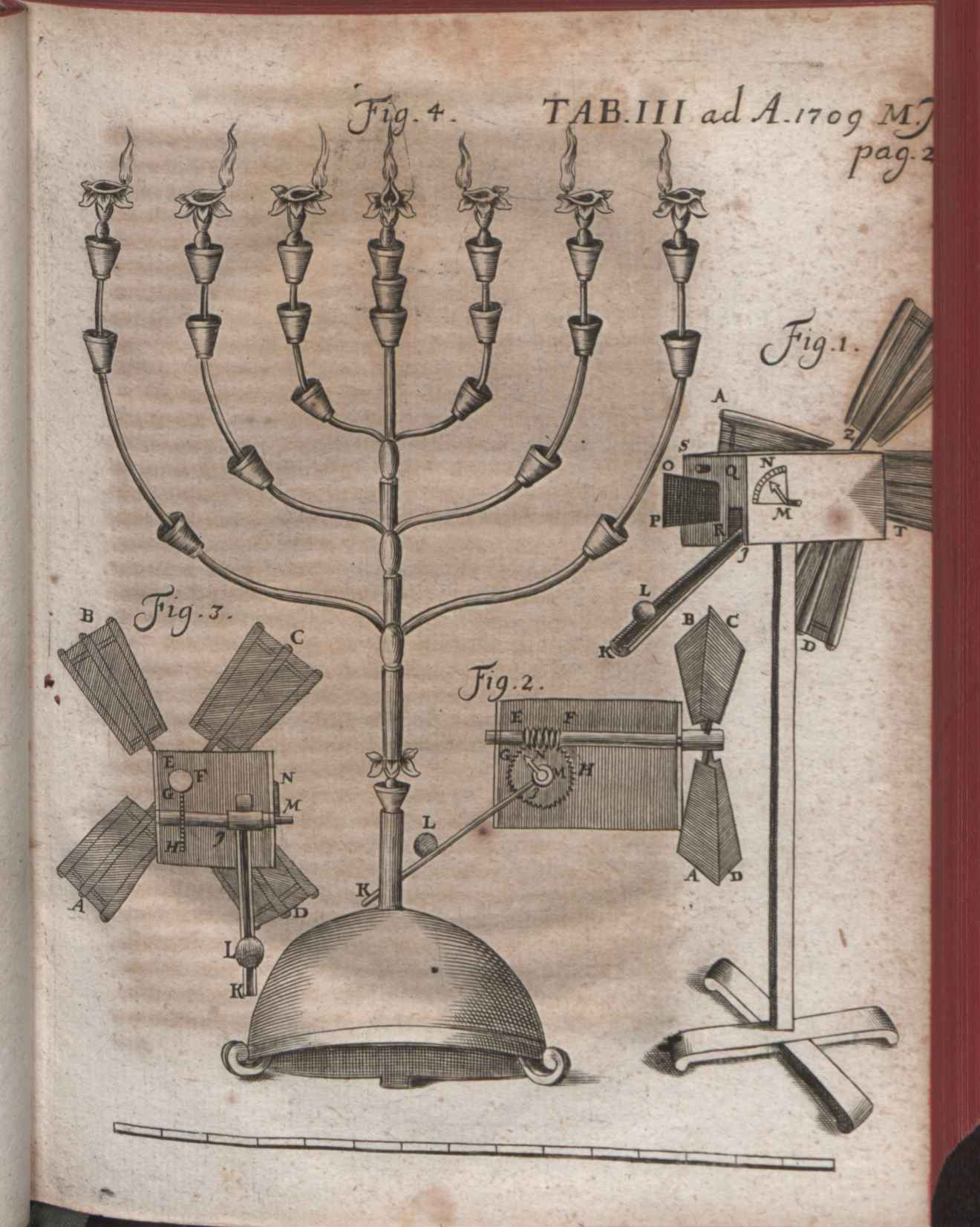
Illustració de menorà (Acta Eruditorum, 1709)

Una segona teoria de l'origen del disseny de la menorà es basa en el que es coneix com l'antiga cosmologia hebrea. Segons aquesta teoria, els set braços representen els set cossos celestials coneguts en aquell temps, el Sol, la Lluna, així com Mercuri, Venus, Mart, Júpiter i Saturn. L'historiador jueu Josep al·ludeix a això en el tercer llibre de les seves Antiguitats dels jueus. En aquest hi identifica el que interpreta com influències paganes egípcies i gregues en el disseny del Tabernacle i els seus continguts.
Ell escriu:
 «(…) si algun actua sense prejudici, i amb judici, mireu aquestes coses, trobarà que van ser fets a imatge i semblança de l'Univers (…) i cap a dos llums al canelobre, elles representen el curs dels planetes, dels quals ve el seu nombre (…). »

Una tercera teoria és la que la menorá es va originar com l'arbre de la vida simbolitzant a la deessa mare  Asherah . En el Pentateuc, la menorà és netejada de tot el simbolisme politeista.

## Destinació
El destí de la menorà usada en el segon temple és incert. Una representació d'ell es preserva a l'Arc de Titus, que encara avui s'exposa a Roma. Es diu que va romandre a Roma fins que va patir el saqueig dels vàndals a 455 d. de C. L'exèrcit romà d'Orient, sota les ordres del general Belisari la va recuperar en 533 i la va portar a Constantinoble. Després, cap esment apareix en cap font romana d'Orient. Existeix l'especulació que va ser portada de tornada a Jerusalem.

## Ús Modern
Actualment la paraula menorá també significa el canelobre usat en la festa de Hanukkà. La festa de Hanukkà és la commemoració de la victòria dels hebreus en la guerra contra els grecs. Aquesta classe de menorá té nou braços en comptes de set, i es pot encendre amb veles o llums d'oli. Algunes persones diuen que aquest ús del nom Menor és incorrecte a causa de la diferència entre les menorás antigues i modernes. També s'utilitza la paraula  hanukkiyyà  per al canelobre de Hanukkà.
La variació del ritu de la missa catòlica del Camí Neocatecumenal, aprovada per la Santa Seu, també usa una menorà en les seves celebracions eucarístiques.

## Dissenys
Hi ha varietat de dissenys, des del més tradicional, fins al més estilitzat, també els materials amb què estan fets poden variar. Per exemple, els braços no necessàriament mantindran un radi de curvatura constant entre tots els canelobres, ja que també hi ha menoras amb braços rectes, també el material no necessàriament serà de metall, atès que hi ha menoras de vidre, tot això amb el compliment de les delimitacions al respecte.
Potser els dissenys i materials variïn, però es manté que hi hagi tres llocs per les llums a cada costat i al mig, lloc per a una llum central (coneguda com el missatger).
La mida també és un factor variable.

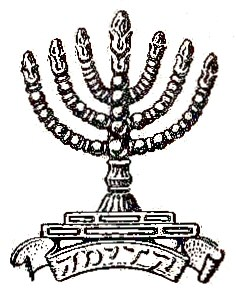
La placa de la legió jueva: menorà i la paraula קדימה  Qadima  (endavant)
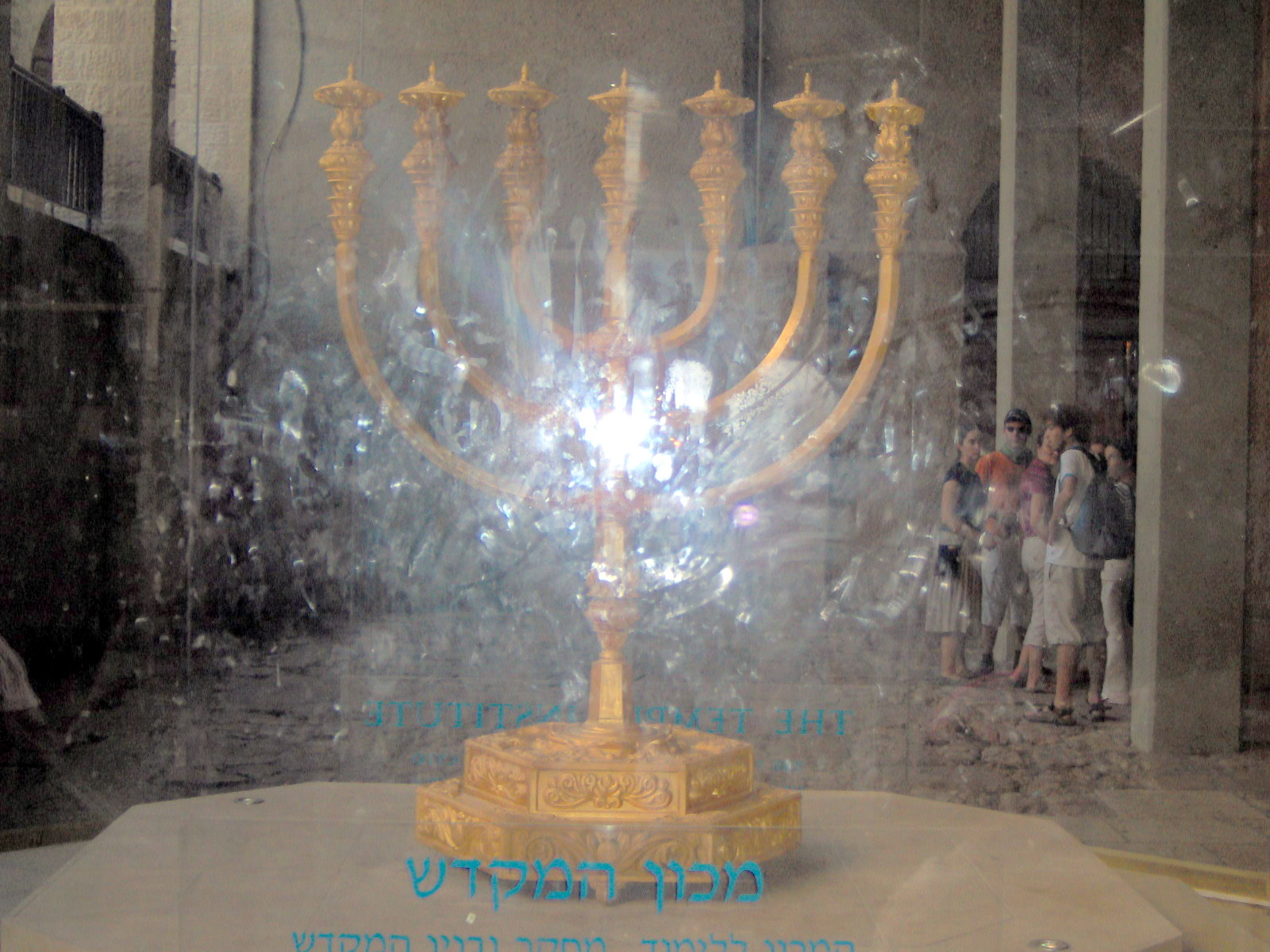
La menorà pensada per al seu ús en el tercer temple, construïda pel "Temple Institute"
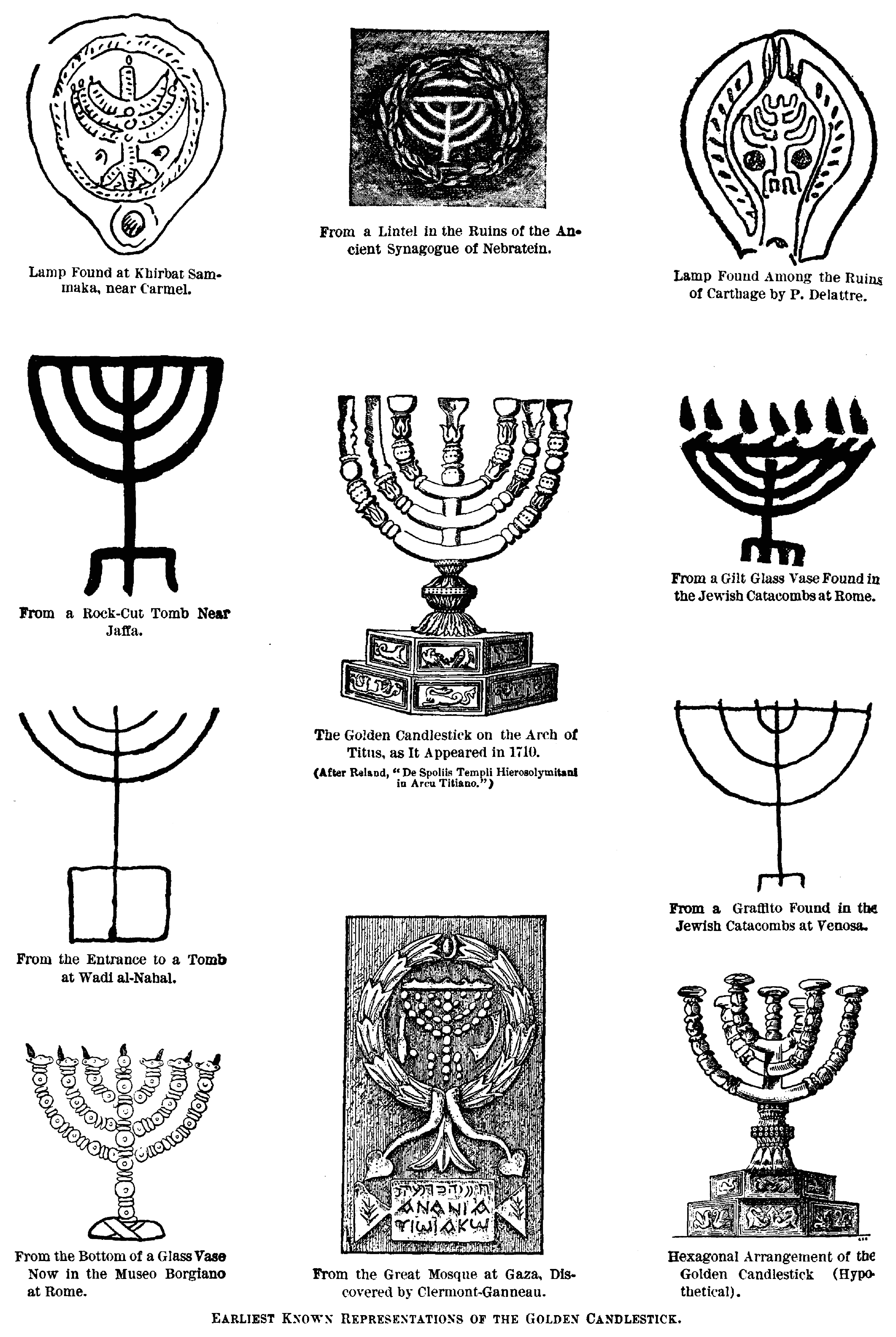
Diferents tipus de Menorá.